# Championnats d'Europe de patinage artistique 2016
Navigation
Édition précédente Édition suivante
Les championnats d'Europe de patinage artistique 2016 ont eu lieu du 25 au 31 janvier 2016 à la Ondrej Nepela Arena de Bratislava en Slovaquie. C'est la cinquième fois que la capitale slovaque accueille les championnats européens de patinage après les éditions de 1937, 1958, 1966 et 2001.

## Qualifications
Les patineurs sont éligibles à l'épreuve s'ils représentent une nation européenne membre de l'Union internationale de patinage (International Skating Union en anglais) et s'ils ont atteint l'âge de 15 ans avant le 1er juillet 2015 dans leur pays de naissance. La compétition correspondante pour les patineurs non européens est le championnat des Quatre Continents 2016. Les fédérations nationales sélectionnent leurs patineurs en fonction de leurs propres critères, mais l'Union internationale de patinage exige un score minimum d'éléments techniques (Technical Elements Score en anglais) lors d'une compétition internationale avant les championnats d'Europe.

### Score minimum d'éléments techniques
L'Union internationale de patinage stipule que les notes minimales doivent être obtenues lors d'une compétition internationale senior reconnue par elle-même au cours de la saison en cours ou précédente.
| Score minimum d'éléments techniques                                                         | Score minimum d'éléments techniques | Score minimum d'éléments techniques |
| Discipline                                                                                  | Programme court                     | Programme libre                     |
| Messieurs                                                                                   | 25.00                               | 45.00                               |
| Dames                                                                                       | 20.00                               | 36.00                               |
| Couples                                                                                     | 20.00                               | 36.00                               |
| Danse sur glace                                                                             | 19.00                               | 29.00                               |
| ------------------------------------------------------------------------------------------- | ----------------------------------- | ----------------------------------- |
| Les scores des programmes courts et libres peuvent être obtenus à différentes compétitions. |                                     |                                     |

### Nombre d'inscriptions par discipline
Sur la base des résultats des championnats d'Europe 2015, l'Union internationale de patinage autorise chaque pays à avoir de une à trois inscriptions par discipline.
| Nombre d'inscriptions                                             | Messieurs                                       | Dames                            | Couples                               | Danse sur glace                      |
| ----------------------------------------------------------------- | ----------------------------------------------- | -------------------------------- | ------------------------------------- | ------------------------------------ |
| 3                                                                 | Russie                                          | Russie Suède                     | Russie Italie                         | Russie Italie France                 |
| 2                                                                 | Tchéquie Espagne France Allemagne Israël Italie | France Allemagne Lettonie Italie | Autriche France Royaume-Uni Allemagne | Danemark Espagne Allemagne Slovaquie |
| Si non répertorié ci-dessus, une seule inscription est autorisée. |                                                 |                                  |                                       |                                      |

## Podiums
| Épreuves                            | Or                                      | Argent                          | Bronze                              |
| ----------------------------------- | --------------------------------------- | ------------------------------- | ----------------------------------- |
| Messieurs résultats détaillés       | Javier Fernández                        | Alexei Bychenko                 | Maksim Kovtun                       |
| Dames résultats détaillés           | Ievguenia Medvedeva                     | Elena Radionova                 | Anna Pogorilaya                     |
| Couples résultats détaillés         | Tatiana Volosozhar / Maksim Trankov     | Aljona Savchenko / Bruno Massot | Evgenia Tarasova / Vladimir Morozov |
| Danse sur glace résultats détaillés | Gabriella Papadakis / Guillaume Cizeron | Anna Cappellini / Luca Lanotte  | Ekaterina Bobrova / Dmitri Soloviev |

## Tableau des médailles
| Rang  | Nation    | Or | Argent | Bronze | Total |
| ----- | --------- | -- | ------ | ------ | ----- |
| 1     | Russie    | 2  | 1      | 4      | 7     |
| 2     | Espagne   | 1  | 0      | 0      | 1     |
| 2     | France    | 1  | 0      | 0      | 1     |
| 4     | Allemagne | 0  | 1      | 0      | 1     |
| 4     | Israël    | 0  | 1      | 0      | 1     |
| 4     | Italie    | 0  | 1      | 0      | 1     |
| Total | Total     | 4  | 4      | 4      | 12    |

## Détails des compétitions

### Messieurs

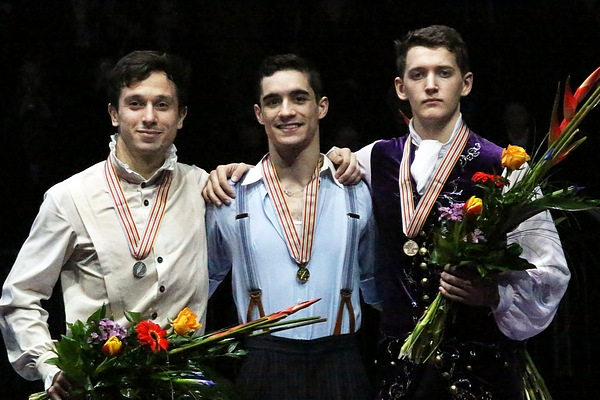
Podium des Messieurs

| Rang                                        | Nom                  | Pays        | Points | Programme court | Programme court | Programme libre | Programme libre |
| ------------------------------------------- | -------------------- | ----------- | ------ | --------------- | --------------- | --------------- | --------------- |
| 1                                           | Javier Fernandez     | Espagne     | 302.77 | 1               | 102.54          | 1               | 200.23          |
| 2                                           | Alexei Bychenko      | Israël      | 242.56 | 4               | 84.09           | 4               | 158.47          |
| 3                                           | Maksim Kovtun        | Russie      | 242.21 | 2               | 88.09           | 6               | 154.12          |
| 4                                           | Florent Amodio       | France      | 240.96 | 8               | 78.28           | 2               | 162.68          |
| 5                                           | Mikhail Kolyada      | Russie      | 236.58 | 9               | 77.58           | 3               | 159.00          |
| 6                                           | Ivan Righini         | Italie      | 236.36 | 6               | 82.23           | 5               | 154.13          |
| 7                                           | Daniel Samohin       | Israël      | 232.08 | 5               | 82.73           | 8               | 149.35          |
| 8                                           | Aleksandr Petrov     | Russie      | 229.69 | 10              | 76.95           | 7               | 152.74          |
| 9                                           | Jorik Hendrickx      | Belgique    | 221.39 | 7               | 79.13           | 9               | 142.26          |
| 10                                          | Michal Březina       | Tchéquie    | 211.81 | 3               | 84.30           | 13              | 127.51          |
| 11                                          | Alexander Majorov    | Suède       | 204.27 | 11              | 76.34           | 12              | 127.93          |
| 12                                          | Deniss Vasiļjevs     | Lettonie    | 204.24 | 14              | 68.32           | 10              | 135.92          |
| 13                                          | Matteo Rizzo         | Italie      | 200.81 | 12              | 74.91           | 14              | 125.90          |
| 14                                          | Franz Streubel       | Allemagne   | 196.17 | 15              | 68.11           | 11              | 128.06          |
| 15                                          | Ivan Pavlov          | Ukraine     | 189.65 | 13              | 68.78           | 15              | 120.87          |
| 16                                          | Paul Fentz           | Allemagne   | 182.59 | 16              | 67.97           | 17              | 114.62          |
| 17                                          | Felipe Montoya       | Espagne     | 181.95 | 17              | 67.73           | 19              | 114.22          |
| 18                                          | Phillip Harris       | Royaume-Uni | 180.99 | 18              | 63.93           | 16              | 117.06          |
| 19                                          | Stéphane Walker      | Suisse      | 171.79 | 22              | 57.23           | 18              | 114.56          |
| 20                                          | Jiří Bělohradský     | Tchéquie    | 168.57 | 19              | 60.53           | 21              | 108.04          |
| 21                                          | Nicholas Vrdoljak    | Croatie     | 167.07 | 21              | 59.02           | 20              | 108.05          |
| 22                                          | David Kranjec        | Slovénie    | 163.98 | 23              | 56.99           | 22              | 106.99          |
| 23                                          | Mario-Rafael Ionian  | Autriche    | 160.57 | 24              | 54.16           | 23              | 106.41          |
| 24                                          | Sondre Oddvoll Bøe   | Norvège     | 149.60 | 20              | 59.12           | 24              | 90.48           |
| Patineurs éliminés après le programme court |                      |             |        |                 |                 |                 |                 |
| 25                                          | Thomas Kennes        | Pays-Bas    |        | 25              | 53.86           | NC              | NC              |
| 26                                          | Valtter Virtanen     | Finlande    |        | 26              | 52.07           | NC              | NC              |
| 27                                          | Alexei Mialionkhin   | Biélorussie |        | 27              | 50.98           | NC              | NC              |
| 28                                          | Daniil Zurav         | Estonie     |        | 28              | 50.50           | NC              | NC              |
| 29                                          | Armen Agaian         | Géorgie     |        | 29              | 49.32           | NC              | NC              |
| 30                                          | Patrick Myzyk        | Pologne     |        | 30              | 49.26           | NC              | NC              |
| 31                                          | Slavik Hayrapetyan   | Arménie     |        | 31              | 46.71           | NC              | NC              |
| 32                                          | Larry Loupolover     | Azerbaïdjan |        | 32              | 44.46           | NC              | NC              |
| 33                                          | Alexander Maszljanko | Hongrie     |        | 33              | 44.26           | NC              | NC              |
| 34                                          | Michael Neuman       | Slovaquie   |        | 34              | 42.03           | NC              | NC              |
| 35                                          | Engin Ali Artan      | Turquie     |        | 35              | 40.60           | NC              | NC              |

### Dames

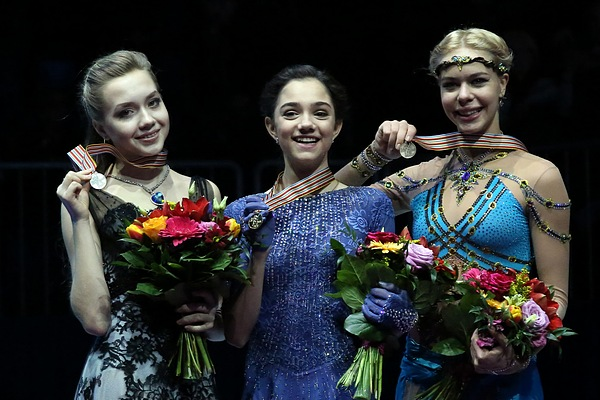
Podium des Dames

| Rang                                          | Nom                    | Pays        | Points | Programme court | Programme court | Programme libre | Programme libre |
| --------------------------------------------- | ---------------------- | ----------- | ------ | --------------- | --------------- | --------------- | --------------- |
| 1                                             | Ievguenia Medvedeva    | Russie      | 215.45 | 1               | 72.55           | 1               | 142.90          |
| 2                                             | Elena Radionova        | Russie      | 209.99 | 2               | 70.96           | 2               | 139.03          |
| 3                                             | Anna Pogorilaya        | Russie      | 187.05 | 3               | 63.81           | 3               | 123.24          |
| 4                                             | Angelīna Kučvaļska     | Lettonie    | 176.99 | 5               | 58.99           | 4               | 118.00          |
| 5                                             | Roberta Rodeghiero     | Italie      | 170.76 | 4               | 61.01           | 5               | 109.75          |
| 6                                             | Maé-Bérénice Méité     | France      | 161.23 | 8               | 57.35           | 6               | 103.88          |
| 7                                             | Nathalie Weinzierl     | Allemagne   | 160.64 | 7               | 57.36           | 7               | 103.28          |
| 8                                             | Viveca Lindfors        | Finlande    | 155.49 | 11              | 53.92           | 8               | 101.57          |
| 9                                             | Joshi Helgesson        | Suède       | 153.29 | 6               | 58.13           | 11              | 95.16           |
| 10                                            | Laurine Lecavelier     | France      | 152.34 | 13              | 52.84           | 9               | 99.50           |
| 11                                            | Ivett Tóth             | Hongrie     | 150.65 | 10              | 55.54           | 12              | 95.11           |
| 12                                            | Nicole Rajičová        | Slovaquie   | 146.10 | 9               | 57.24           | 18              | 88.86           |
| 13                                            | Matilda Algotsson      | Suède       | 145.32 | 18              | 47.97           | 10              | 97.35           |
| 14                                            | Giada Russo            | Italie      | 143.40 | 12              | 53.52           | 16              | 89.88           |
| 15                                            | Anastasia Galustyan    | Arménie     | 143.05 | 16              | 48.93           | 13              | 94.12           |
| 16                                            | Aleksandra Golovkina   | Lituanie    | 139.83 | 15              | 49.30           | 15              | 90.53           |
| 17                                            | Anne Line Gjersem      | Norvège     | 139.48 | 14              | 49.80           | 17              | 89.68           |
| 18                                            | Fleur Maxwell          | Luxembourg  | 137.76 | 22              | 46.55           | 14              | 91.21           |
| 19                                            | Helery Hälvin          | Estonie     | 135.02 | 20              | 47.49           | 19              | 87.53           |
| 20                                            | Niki Wories            | Pays-Bas    | 131.87 | 21              | 46.82           | 20              | 85.05           |
| 21                                            | Anna Khnychenkova      | Ukraine     | 128.80 | 19              | 47.90           | 22              | 80.90           |
| 22                                            | Kerstin Frank          | Autriche    | 128.08 | 24              | 44.85           | 21              | 83.23           |
| 23                                            | Eliška Březinová       | Tchéquie    | 121.26 | 17              | 48.21           | 23              | 73.05           |
| 24                                            | Isabelle Olsson        | Suède       | 117.50 | 23              | 45.11           | 24              | 72.39           |
| Patineuses éliminées après le programme court |                        |             |        |                 |                 |                 |                 |
| 25                                            | Lutricia Bock          | Allemagne   |        | 25              | 43.77           | NC              | NC              |
| 26                                            | Daša Grm               | Slovénie    |        | 26              | 43.36           | NC              | NC              |
| 27                                            | Julia Sauter           | Roumanie    |        | 27              | 41.79           | NC              | NC              |
| 28                                            | Tanja Odermatt         | Suisse      |        | 28              | 41.44           | NC              | NC              |
| 29                                            | Danielle Harrison      | Royaume-Uni |        | 29              | 40.68           | NC              | NC              |
| 30                                            | Charlotte Vandersarren | Belgique    |        | 30              | 39.93           | NC              | NC              |
| 31                                            | Aimee Buchanan         | Israël      |        | 31              | 39.79           | NC              | NC              |
| 32                                            | Birce Atabey           | Turquie     |        | 32              | 37.55           | NC              | NC              |
| 33                                            | Sonia Lafuente         | Espagne     |        | 33              | 37.12           | NC              | NC              |
| 34                                            | Pernille Sørensen      | Danemark    |        | 34              | 34.81           | NC              | NC              |
| 35                                            | Daniela Stoeva         | Bulgarie    |        | 35              | 33.82           | NC              | NC              |
| 36                                            | Janina Makeenka        | Biélorussie |        | 36              | 27.62           | NC              | NC              |

### Couples
| Rang | Nom                                   | Pays        | Points | Programme court | Programme court | Programme libre | Programme libre |
| ---- | ------------------------------------- | ----------- | ------ | --------------- | --------------- | --------------- | --------------- |
| 1    | Tatiana Volosozhar / Maksim Trankov   | Russie      | 222.66 | 1               | 79.77           | 1               | 142.89          |
| 2    | Aljona Savchenko / Bruno Massot       | Allemagne   | 200.78 | 2               | 75.54           | 3               | 125.24          |
| 3    | Evgenia Tarasova / Vladimir Morozov   | Russie      | 197.55 | 3               | 70.17           | 2               | 127.38          |
| 4    | Vanessa James / Morgan Ciprès         | France      | 185.55 | 5               | 62.10           | 5               | 123.45          |
| 5    | Valentina Marchei / Ondřej Hotárek    | Italie      | 182.61 | 8               | 58.47           | 4               | 124.14          |
| 6    | Nicole Della Monica / Matteo Guarise  | Italie      | 178.97 | 6               | 61.51           | 6               | 117.46          |
| 7    | Kristina Astakhova / Alexei Rogonov   | Russie      | 174.72 | 7               | 60.63           | 7               | 114.09          |
| 8    | Mari Vartmann / Ruben Blommaert       | Allemagne   | 171.30 | 4               | 62.90           | 8               | 108.40          |
| 9    | Miriam Ziegler / Severin Kiefer       | Autriche    | 149.07 | 9               | 52.96           | 10              | 96.11           |
| 10   | Tatiana Danilova / Mikalai Kamianchuk | Biélorussie | 147.36 | 10              | 48.72           | 9               | 98.64           |
| 11   | Goda Butkutė / Nikita Ermolaev        | Lituanie    | 139.56 | 11              | 46.85           | 11              | 92.71           |
| 12   | Bianca Manacorda / Niccolò Macii      | Italie      | 130.00 | 12              | 44.71           | 12              | 85.29           |
| 13   | Adel Tankova / Evgeni Krasnopolski    | Israël      | 114.56 | 14              | 37.81           | 13              | 76.75           |
| 14   | Anna Marie Pearce / Mark Magyar       | Hongrie     | 110.55 | 16              | 36.00           | 14              | 74.55           |
| 15   | Marcelina Lech / Aritz Maestu         | Espagne     | 109.11 | 13              | 40.46           | 15              | 68.65           |
| 16   | Alexandra Herbríková / Nicolas Roulet | Suisse      | 103.47 | 15              | 36.38           | 16              | 67.09           |

### Danse sur glace

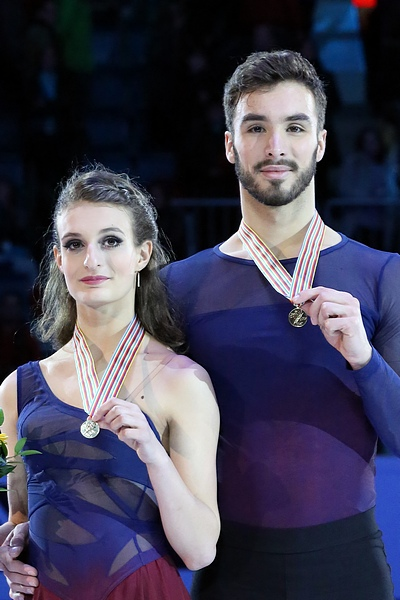
Les champions d'Europe 2016 de danse sur glace Gabriella Papadakis et Guillaume Cizeron

| Rang                                            | Nom                                          | Nation      | Points | Danse courte | Danse courte | Danse libre | Danse libre |
| ----------------------------------------------- | -------------------------------------------- | ----------- | ------ | ------------ | ------------ | ----------- | ----------- |
| 1                                               | Gabriella Papadakis / Guillaume Cizeron      | France      | 182.71 | 2            | 70.74        | 1           | 111.97      |
| 2                                               | Anna Cappellini / Luca Lanotte               | Italie      | 178.01 | 1            | 72.31        | 3           | 105.70      |
| 3                                               | Ekaterina Bobrova / Dmitri Soloviev          | Russie      | 176.50 | 3            | 68.71        | 2           | 107.79      |
| 4                                               | Victoria Sinitsina / Nikita Katsalapov       | Russie      | 172.65 | 4            | 68.33        | 4           | 104.32      |
| 5                                               | Aleksandra Stepanova / Ivan Bukin            | Russie      | 165.55 | 5            | 66.65        | 5           | 98.90       |
| 6                                               | Penny Coomes / Nicholas Buckland             | Royaume-Uni | 162.75 | 8            | 64.26        | 6           | 98.49       |
| 7                                               | Charlène Guignard / Marco Fabbri             | Italie      | 162.58 | 6            | 64.87        | 7           | 97.71       |
| 8                                               | Federica Testa / Lukáš Csölley               | Slovaquie   | 158.05 | 9            | 64.24        | 8           | 95.81       |
| 9                                               | Laurence Fournier Beaudry / Nikolaj Sørensen | Danemark    | 152.79 | 10           | 62.19        | 9           | 90.60       |
| 10                                              | Isabella Tobias / Ilia Tkachenko             | Israël      | 151.67 | 7            | 64.46        | 12          | 87.21       |
| 11                                              | Natalia Kaliszek / Maksym Spodyriev          | Pologne     | 147.07 | 11           | 59.57        | 11          | 87.50       |
| 12                                              | Alisa Agafonova / Alper Uçar                 | Turquie     | 145.23 | 12           | 56.33        | 10          | 88.90       |
| 13                                              | Cortney Mansour / Michal Češka               | Tchéquie    | 141.36 | 14           | 54.97        | 13          | 86.39       |
| 14                                              | Kavita Lorenz / Panagiotis Polizoakis        | Allemagne   | 137.99 | 13           | 55.06        | 15          | 82.93       |
| 15                                              | Cecilia Törn / Jussiville Partanen           | Finlande    | 134.10 | 18           | 51.14        | 14          | 82.96       |
| 16                                              | Viktoria Kavaliova / Yurii Bieliaiev         | Biélorussie | 133.71 | 17           | 52.25        | 16          | 81.46       |
| 17                                              | Barbora Silná / Juri Kurakin                 | Autriche    | 129.87 | 15           | 54.56        | 17          | 75.31       |
| 18                                              | Tina Garabedian / Simon Proulx-Sénécal       | Arménie     | 125.19 | 20           | 50.17        | 18          | 75.02       |
| 19                                              | Celia Robledo / Luis Fenero                  | Espagne     | 122.81 | 19           | 50.19        | 19          | 72.62       |
| 20                                              | Lorenza Alessandrini / Pierre Souquet        | France      | 121.43 | 16           | 54.37        | 20          | 67.06       |
| Couples de danse éliminés après la danse courte |                                              |             |        |              |              |             |             |
| 21                                              | Misato Komatsubara / Andrea Fabbri           | Italie      |        | 21           | 49.56        | NC          | NC          |
| 22                                              | Olga Jakushina / Andrey Nevskiy              | Lettonie    |        | 22           | 49.49        | NC          | NC          |
| 23                                              | Katharina Müller / Tim Dieck                 | Allemagne   |        | 23           | 48.75        | NC          | NC          |
| 24                                              | Peroline Ojardias / Michael Bramante         | France      |        | 24           | 48.36        | NC          | NC          |
| 25                                              | Taylor Tran / Saulius Ambrulevičius          | Lituanie    |        | 25           | 45.09        | NC          | NC          |
| 26                                              | Valeria Haistruk / Oleksiy Oliynyk           | Ukraine     |        | 26           | 44.44        | NC          | NC          |
| 27                                              | Carolina Moscheni / Balázs Major             | Hongrie     |        | 27           | 42.87        | NC          | NC          |
| 28                                              | Katarina Paice / Yuri Eremenko               | Suisse      |        | 28           | 36.23        | NC          | NC          |